# Astrit Ajdarević
Astrit Ajdarević, född 17 april 1990 i Pristina, Kosovo, är en svensk-kosovoalbansk fotbollsspelare.

## Karriär

### Tidig karriär
Han spelade från 2007 till 2009 i Liverpool FC:s ungdomslag. Innan dess tillhörde han Falkenbergs FF för vilka han debuterade i A-laget under säsongen 2006. Ajdarevićs moderklubb är Rinia IF. Han har tidigare spelat för Sveriges U17-landslag.
Han debuterade för Liverpool FC:s ungdomslag i en match mot Reading FC i FA Youth Cup i januari 2007.
Våren 2009 lånades han ut till Leicester City för resten av säsongen. Under det efterföljande transferfönstret värvades han på permanent basis till Leicester City, och skrev på ett ettårskontrakt. Ajdarevićs kontrakt med Leicester förlängdes inte.

### Örebro SK
Den 4 juli 2010 skrev Ajdarević på ett kontrakt som gällde ett halvår med allsvenska Örebro SK. I sin debut med Örebro gjorde Ajdarević 3–3 målet mot Elfsborg efter att ha bytts in i andra halvlek. I sin andra match gjorde han sedan två mål vilket innebar att han hade gjort tre mål på 60 spelade minuter. Han hann med 5 mål i ÖSK-tröjan innan allsvenskans säsong 2010 var slut. Efter säsongens slut förhandlade Ajdarević med ÖSK om nytt kontrakt. Parterna var inte överens och Ajdarević gick som bosman till IFK Norrköping.

### IFK Norrköping
IFK Norrköping vann dragkampen om Ajdarević i konkurrens med bl.a. Malmö FF, Örebro SK, IF Elfsborg och Helsingbors IF. Han skrev den 12 november 2010 på ett fyraårskontrakt med klubben. Under sina 1,5 år i klubben spelade Ajdarević 40 matcher och gjorde 6 mål. Den 30 juni 2012 köptes han av belgiska Standard Liège efter att IFK Norrköping accepterat ett "drömbud" från den belgiska klubben. Kontraktet var flerårigt. 

### Standard Liège
Efter ett och ett halvt år i Liège lånades Ajdarević i januari 2014 ut till Londonklubben Charlton Athletic på ett sexmånaderskontrakt. Svensken återvände till Standard men fick ont om speltid under hösten, och i februari 2015 lånades Ajdarević ut till Helsingborgs IF till mitten av sommaren. I augusti 2015 bröt han sitt kontrakt med Standard Liège.

### Återkomst i Örebro
I augusti 2015 återvände Ajdarević till Örebro SK på ett kontrakt säsongen ut. I december 2015 förlängde han sitt kontrakt med ett år.

### AEK Aten
I december 2016 värvades Ajdarević av grekiska AEK Aten. Den 4 januari 2017 fick han debutera för klubben i en 0–0-match mot Panetolikos.

### Djurgårdens IF
I februari 2019 värvades Ajdarević av Djurgårdens IF, där han skrev på ett treårskontrakt. I november 2019 blev Ajdarević tillsammans med Djurgården svenska mästare. Efter att under vårsäsongen 2020 ha fått sparsamt med speltid tog Ajdarević i juli en "timeout" från fotbollen. Den 27 augusti meddelade Djurgården att klubben och Ajdarević kommit fram till att bryta kontraktet.

### Akropolis IF
I februari 2021 skrev Ajdarević på för Akropolis IF. Efter säsongen 2021 lämnade han klubben.